# Gondenans-les-Moulins
Gondenans-les-Moulins ist eine französische Gemeinde mit 83 Einwohnern (Stand: 1. Januar 2022) im Département Doubs in der Region Bourgogne-Franche-Comté.

## Geographie
Gondenans-les-Moulins liegt auf 285 m, 13 Kilometer nördlich von Baume-les-Dames und etwa 37 Kilometer nordöstlich der Stadt Besançon (Luftlinie). Das Dorf erstreckt sich am südlichen Rand des Ognontals, am Nordfuß des Hochplateaus, das sich zwischen den Flusstälern von Doubs und Ognon ausdehnt.
Die Fläche des 3,93 km² großen Gemeindegebiets umfasst einen Abschnitt der gewellten Landschaft zwischen Doubs und Ognon. Der nördliche Teil des Gebietes ist relativ schwach reliefiert. Er wird durch den Dorfbach, der am Fuß eines steilen Talabschlusses entspringt, nach Norden zum Drigeon entwässert. Von der Talmulde von Gondenans erstreckt sich das Gemeindeareal südwärts über eine ungefähr 120 m hohe Geländestufe bis auf das wasserarme, verkarstete Hochplateau des Plain Bois, das dicht bewaldet ist. Der Hang wird an verschiedenen Orten von einem Felsband gekrönt, das auch mehrere Höhlen aufweist. Auf der Hochfläche des Plain Bois wird mit 438 m die höchste Erhebung von Gondenans-les-Moulins erreicht.
Nachbargemeinden von Gondenans-les-Moulins sind Cuse-et-Adrisans im Norden, Fontenelle-Montby im Osten, Romain und Gouhelans im Süden sowie Rougemont im Westen.

## Geschichte
Die Höhlen oberhalb von Gondenans-les-Moulins waren bereits in prähistorischer Zeit bewohnt. In der Grotte de l’Ours und der Grotte du Fer à Cheval wurden Überreste gefunden, die auf die Anwesenheit der Neandertaler und von Höhlenbären hinweisen.
Im 12. Jahrhundert wurde eine Burg errichtet, die den Mittelpunkt einer Herrschaft bildete. Sie wurde 1475 zerstört, danach im Stil der italienischen Renaissance wiederaufgebaut und während des Dreißigjährigen Krieges 1636 erneut verwüstet. Zusammen mit der Franche-Comté gelangte Gondenans mit dem Frieden von Nimwegen 1678 definitiv an Frankreich. Heute ist Gondenans-les-Moulins Teil des Gemeindeverbandes Deux Vallées Vertes.

## Sehenswürdigkeiten
Die Dorfkirche, die auf eine mittelalterliche Kapelle aus dem 13. Jahrhundert zurückgeht, wurde im 17. Jahrhundert im klassischen Stil neu erbaut. Das Schloss stammt aus dem 18. Jahrhundert. Von den einst vier Mühlen entlang dem Drigeon ist die Moulin de la Doin erhalten.

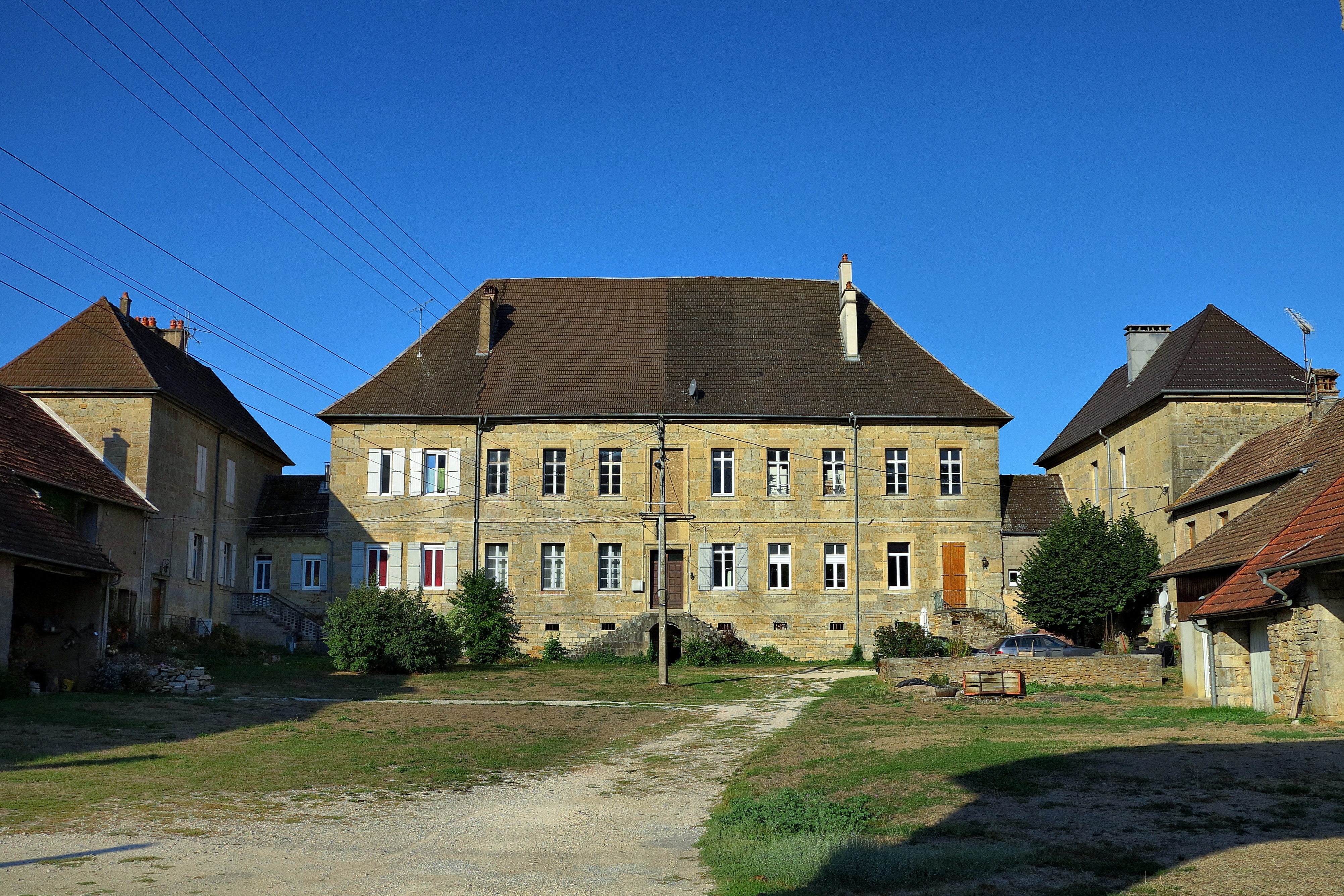
Schloss Gondenans
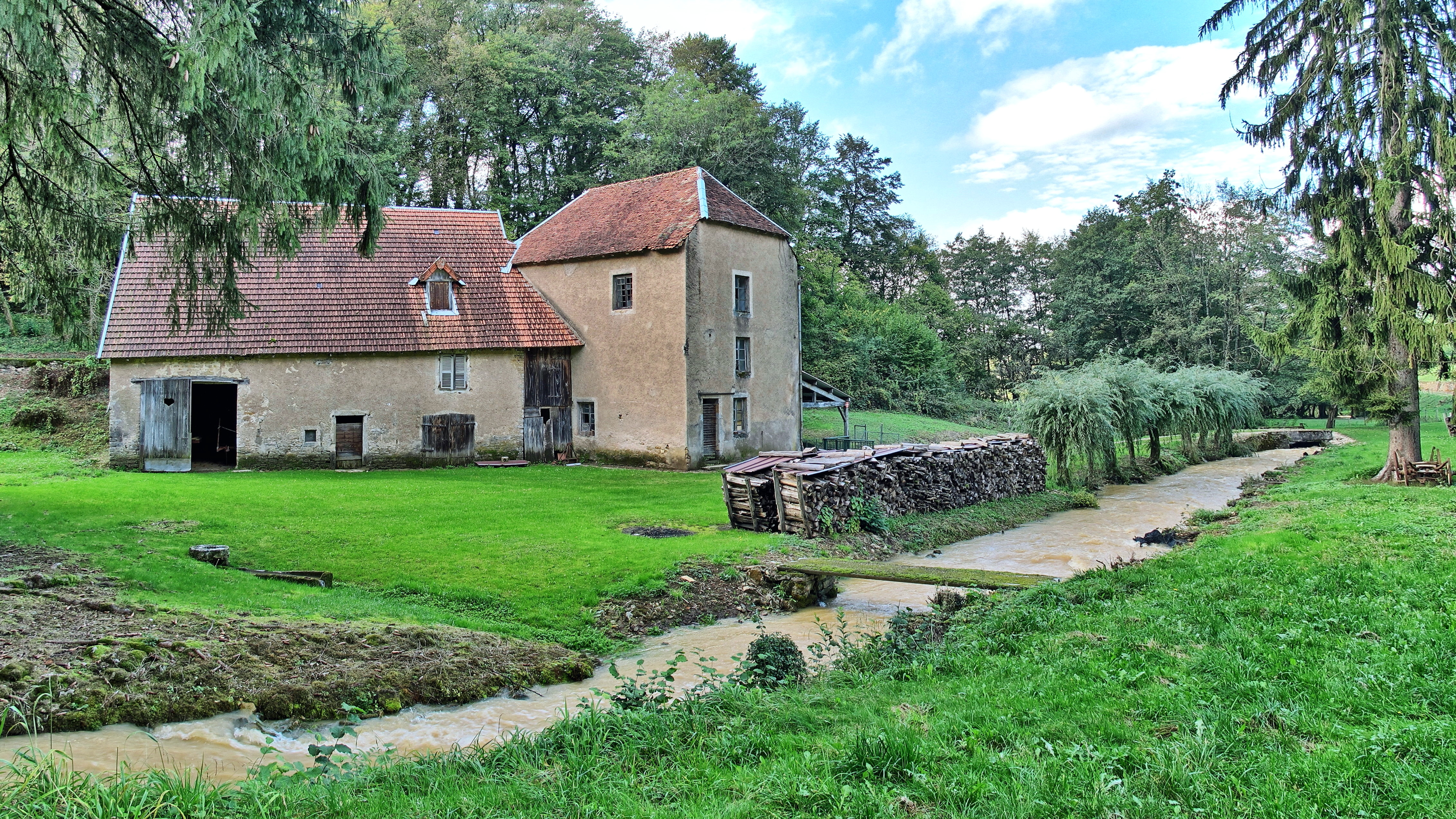
Moulin de la Doin
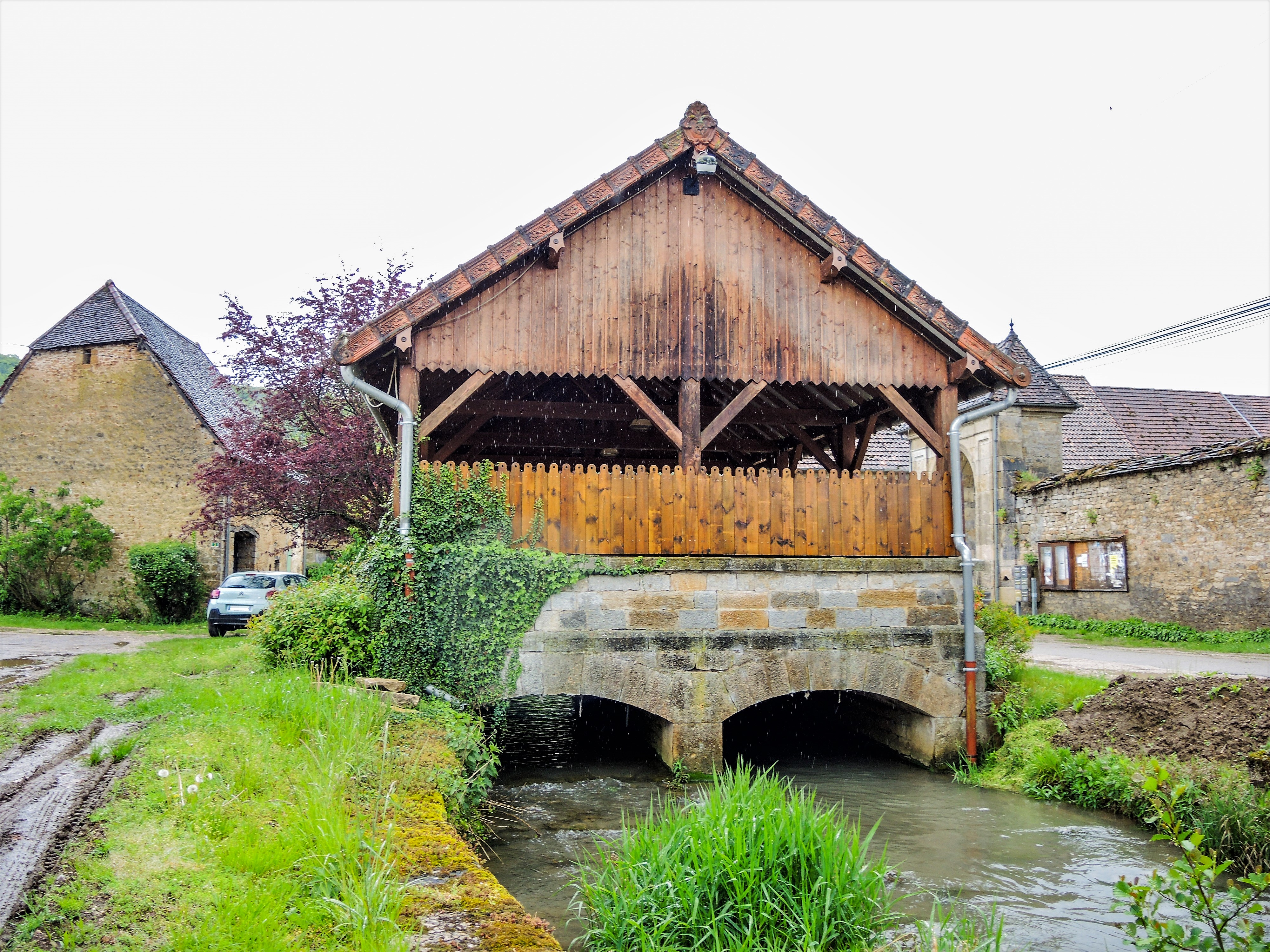
Lavoir
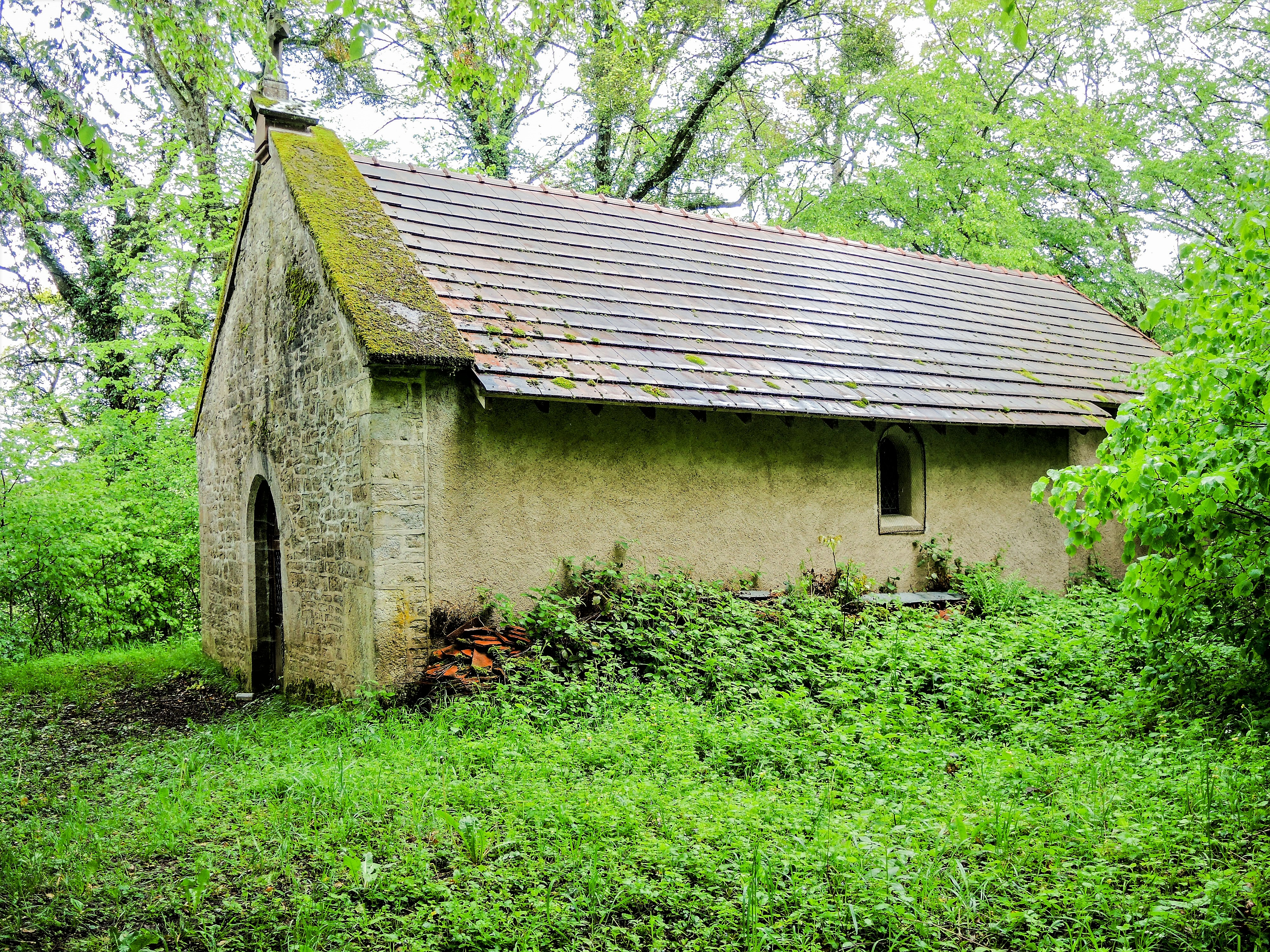
Dreifaltigkeits-Kapelle

## Bevölkerung
| Jahr                       | 1962 | 1968 | 1975 | 1982 | 1990 | 1999 | 2006 | 2016 |
| Einwohner                  | 55   | 58   | 50   | 60   | 54   | 59   | 71   | 75   |
| Quellen: Cassini und INSEE |      |      |      |      |      |      |      |      |

Mit 83 Einwohnern (Stand 1. Januar 2022) gehört Gondenans-les-Moulins zu den kleinsten Gemeinden des Départements Doubs. Nachdem die Einwohnerzahl in der ersten Hälfte des 20. Jahrhunderts deutlich abgenommen hatte (1891 wurden noch 218 Personen gezählt), wurden seither nur noch geringe Schwankungen verzeichnet.

## Wirtschaft und Infrastruktur
Gondenans-les-Moulins war bis weit ins 20. Jahrhundert hinein ein vorwiegend durch die Landwirtschaft (Ackerbau, Weinbau, Obstbau und Viehzucht) geprägtes Dorf. Daneben gibt es heute einige Betriebe des lokalen Kleingewerbes. Mittlerweile hat sich das Dorf auch zu einer Wohngemeinde gewandelt. Viele Erwerbstätige sind deshalb Wegpendler, die in den größeren Ortschaften der Umgebung ihrer Arbeit nachgehen.
Der Ort ist verkehrstechnisch gut erschlossen. Er liegt an der Hauptstraße D50, die von Baume-les-Dames nach Villersexel führt. Der nächste Anschluss an die Autobahn A36 befindet sich in einer Entfernung von ungefähr zwölf Kilometern. Weitere Straßenverbindungen bestehen mit Rougemont und Clerval.